# Hans Paulas
Hans Paulas, eigentlich Johann Anton Paulas, (* 30. Juni 1913 in Wien; † 28. Juli 1988 ebenda) war ein österreichischer Politiker der SPÖ.

## Leben
Johann Paulas wuchs im 11. Wiener Bezirk Simmering auf. Er übernahm nach seiner Matura den elterlichen Gastronomiebetrieb in der Kopalgasse 61 und legte die Kellermeister- und die Hoteldirektorenprüfung ab. 1934 wurde sein Betrieb gesperrt. Nach dem Zweiten Weltkrieg behob er die entstandenen Kriegsschäden, baute den Betrieb wieder auf und entschloss sich dann in die Politik zu gehen. 1949 wurde er Bezirksrat in Simmering, danach wirkte er vom 26. Jänner 1968 bis zum 3. Juli 1973 als Gemeinderat und Landtagsabgeordneter in Wien. Am 4. Juli 1973 wurde er Bezirksvorsteher von Simmering. Dieses Amt übte er bis zum 9. September 1980 aus. Am 10. August 1988 wurde Paulas in der Feuerhalle Simmering bestattet (Abt. 1, Ring 2, Gruppe 3, Nr. 40); das Grab besteht auf Friedhofsdauer.

## Ehrungen

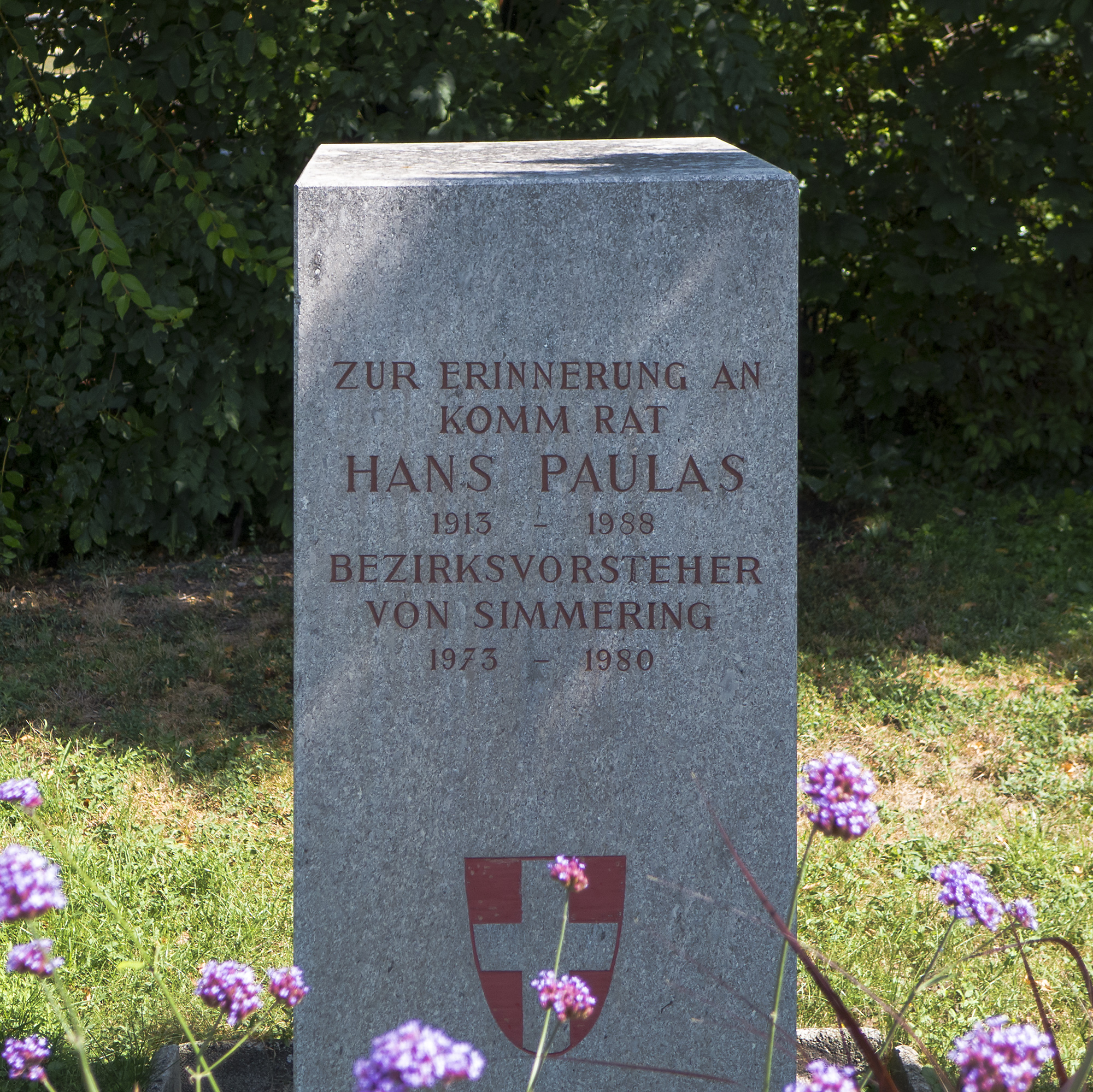
Gedenkstein im Hans-Paulas-Park (2017)

- Am 31. Oktober 1985 wurde Paulas das Goldene Ehrenzeichen für Verdienste um das Land Wien verliehen[3][2]
- Große Silberne Kammermedaille[3][2]
- Verleihung des Ehrentitels Kommerzialrat[3][2]
- Am 18. Jänner 1990 wurde der Hans-Paulas-Park nach ihm benannt.[3][4]
- Am 31. Juli 1996 wurde die Paulasgasse am Leberberg in Simmering nach ihm benannt.[3]